# (16259) Housinger
(16259) Housinger est un astéroïde de la ceinture principale.

## Description
(16259) Housinger est un astéroïde de la ceinture principale. Il fut découvert le 6 mai 2000 à Socorro (Nouveau-Mexique) par le projet LINEAR. Il présente une orbite caractérisée par un demi-grand axe de 2,69 UA, une excentricité de 0,16 et une inclinaison de 11,3° par rapport à l'écliptique.

## Compléments